# Fiat Talento (1989)
Fiat Talento – skrócona i zmodyfikowana wersja Fiata Ducato produkowana w latach 1989–1994. Wyróżniał się on masą całkowitą 2350 kg i ładownością około 800 kg. Następca modelu 900. Rozstaw osi zmniejszono z 2929 do 2315 mm. Oferowany był z nadwoziem typu furgon oraz jego odmianą osobową, przez pewien czas powstawały również odmiana skrzyniowa i podwozie pod zabudowę (np. Kamping). Samochód ten był dostępny z dwoma silnikami pochodzącymi z modelu Ducato: benzynowy 2.0 (170B) i wysokoprężny 1.9D (149B1000). Następcą Talento jest Fiat Scudo.

## Silniki[1]
- Benzynowe

| Silnik | Oznaczenie silnika | Pojemność skokowa [cm³] | Moc maksymalna [KM] ([kW]) przy obr./min | Maks. moment obrotowy [Nm] przy obr./min | Układ i liczba cylindrów | Układ rozrządu/ liczba zaworów | 0 – 100 km/h | V-max |
| ------ | ------------------ | ----------------------- | ---------------------------------------- | ---------------------------------------- | ------------------------ | ------------------------------ | ------------ | ----- |
| 2,0    | 170B               | 1971                    | 75 (55)/5000                             | 147/2500                                 | R4                       | OHV/8                          | b.d.         | b.d.  |

- Diesla

| Silnik | Oznaczenie silnika | Pojemność skokowa [cm³] | Moc maksymalna [KM] ([kW]) przy obr./min | Maks. moment obrotowy [Nm] przy obr./min | Układ i liczba cylindrów | Układ rozrządu/ liczba zaworów | 0 – 100 km/h | V-max |
| ------ | ------------------ | ----------------------- | ---------------------------------------- | ---------------------------------------- | ------------------------ | ------------------------------ | ------------ | ----- |
| 1,9D   | Fiat 149B1000      | 1910                    | 69 (51)/4600                             | 120/2500                                 | R4                       | OHC/8                          | b.d.         | b.d.  |